# Gare d’Ambronay - Priay
Gare d’Ambronay - Priay vasútállomás Franciaországban, Ambronay településen.

## Vasútvonalak
Az állomást az alábbi vasútvonalak érintik:
- Mâcon-Ambérieu-vasútvonal

## Kapcsolódó állomások
A vasútállomáshoz az alábbi állomások vannak a legközelebb:
- Gare de Pont-d'Ain
- Gare d’Ambérieu